# خوسيه ماريا أوتيرو دي ناباسكيس
خوسيه ماريا أوتيرو دي ناباسكيس ‏ (16 مارس 1907 في مدريد - 9 مارس 1983 ) فيزيائي، وسياسي من إسبانيا.

## الجوائز
- وسام الصليب الأعظم لإيزابيلا الكاثوليكية[11]
- ميدالية الشرف للترويج للاختراع  [لغات أخرى]‏[12][13]
- الدكتوراه الفخرية من جامعة بلنسية[14][15]
- [16]
- [17]
- الصليب الأعظم للنيشان المدني لألفونسو العاشر الحكيم[18]
- ميدالية إتشيغاراي  [لغات أخرى]‏